# Asenovská pevnost
Asenovská pevnost (bulharsky Асенова крепост) představuje pozůstatek starodávné (později středověké) pevnosti nacházející se na skalním útesu zvaném Mohyla (bulharsky Могилата) v údolí řeky Čaja (též Asenica nebo Čepelarská řeka) přibližně 2-3 km jižně od centra města Asenovgrad v Plovdivské oblasti v jižním Bulharsku. Je jedním ze 100 objektů nacházejících se v seznamu: 100 národních turistických objektů Bulharska a má statut kulturní památky. V pevnosti se nachází zachovalý středověký chrám svaté Bohorodičky Petričské.

## Historie a charakteristika
Asenovská pevnost (Petričská pevnost před přejmenováním podle cara Ivana Asena II.) fungovala jako pevnost od pozdní doby železné až do 15. století. Je položena na nepřístupném skalním útesu nad údolím řeky Čaja v horském průsmyku, který spojuje Thrákii s Egejským mořem. Jediný přístup k útesu je možný od jihozápadu a tak tato část bývala i nejvíce chráněna. První archeologické nálezy z tohoto místa pocházejí ze starší doby železné a dokazují, že první toto místo jako pevnost používali již Thrákové.
Budování středověké pevnosti probíhalo ve třech etapách v 9., 11. a 13. století, přičemž výstavba z jedenáctého století je první o které se vedly pravidelné písemné záznamy. Tehdy se pevnost připomínala pod názvem Opevněná osada Petrič. V tomto období byla postavena na místě i první náboženská stavba, kterou byla malá kaple. Největší zásluhu na výstavbě pevnosti má car Ivan Asen II., který v 13. století začal nejrozsáhlejší etapu výstavby, včetně velké pevnostní zdi, chránící místo od jihozápadu. Ivan Asen II. dal také postavit do současné doby zachovalý dvoupatrový chrám svaté Bohorodičky Petričské. Pevnost byla zničena jako důsledek bratrovražedné války mezi dvěma znepřátelenými syny (Sulejmanem a Musoma) sultána Bajezida I. po jeho smrti v roce 1403, kdy po Musově kapitulaci byla zbořena téměř do základů.
Pevnost je dobře prozkoumána, je restaurována a konzervovaná a přístupná návštěvníkům. 

## Galerie

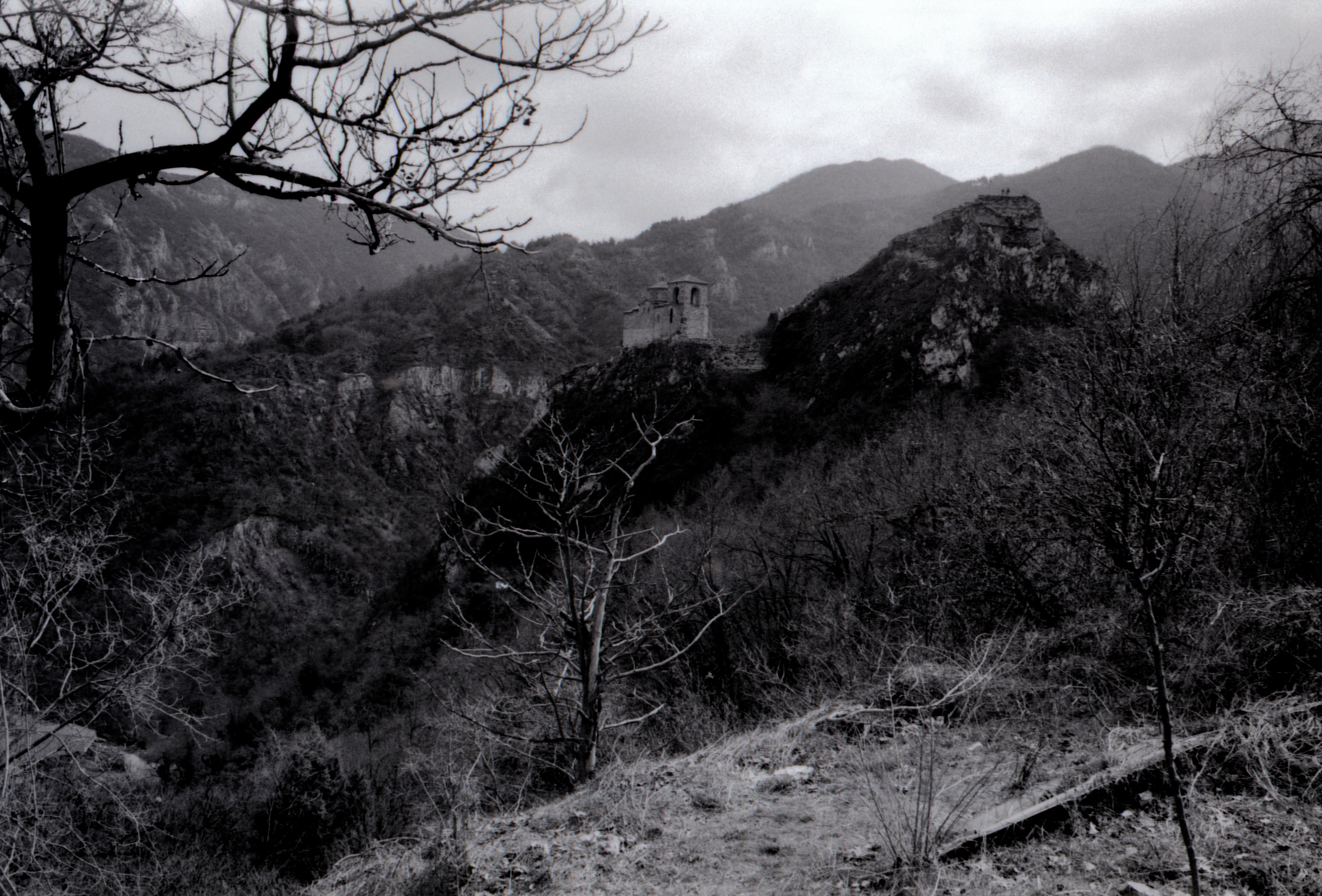
Pohled na pevnost ze staré římské cesty, která spojovala Thrákii s Egejským mořem
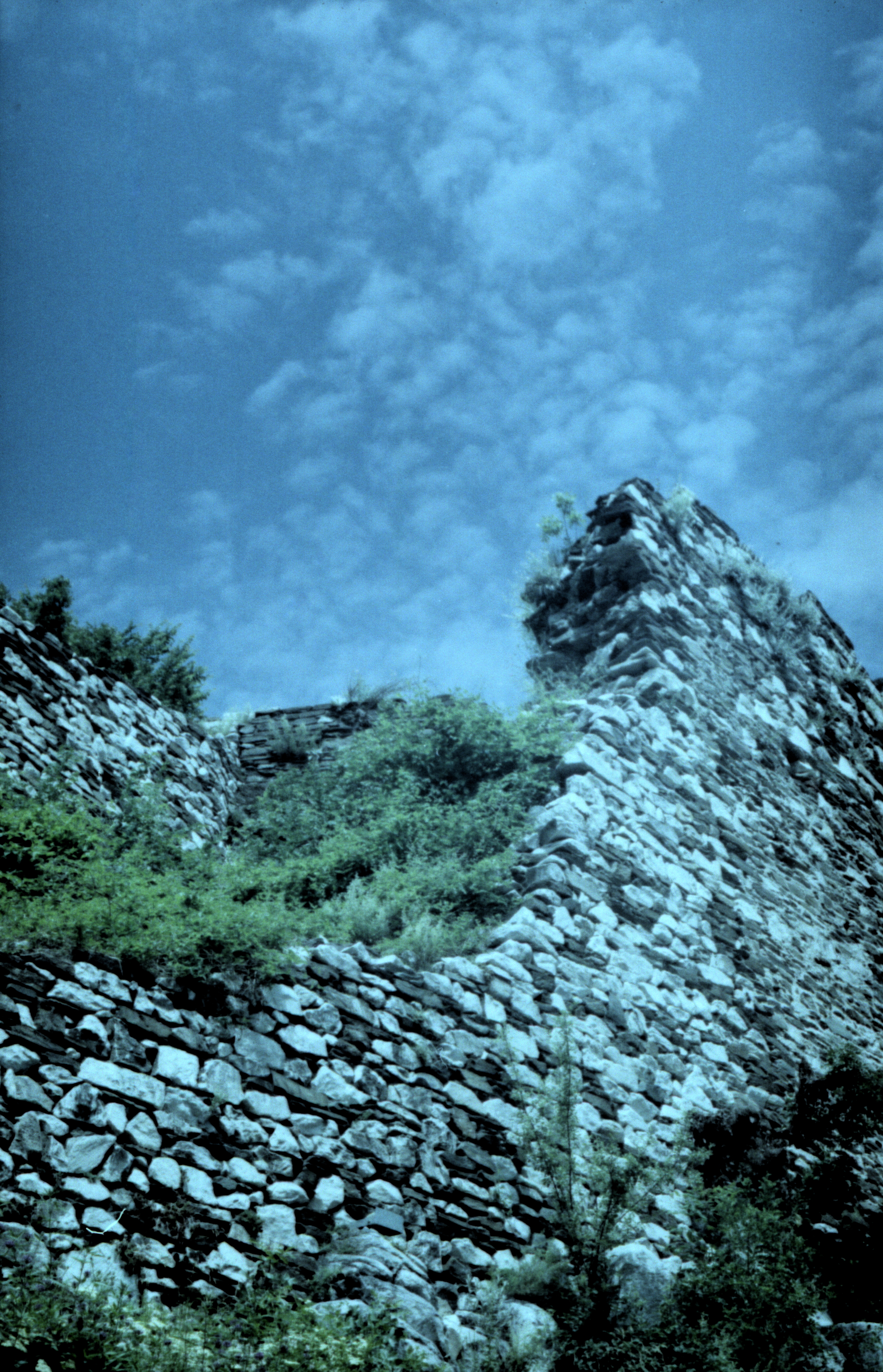
Zbytky jihozápadní pevnostní stěny
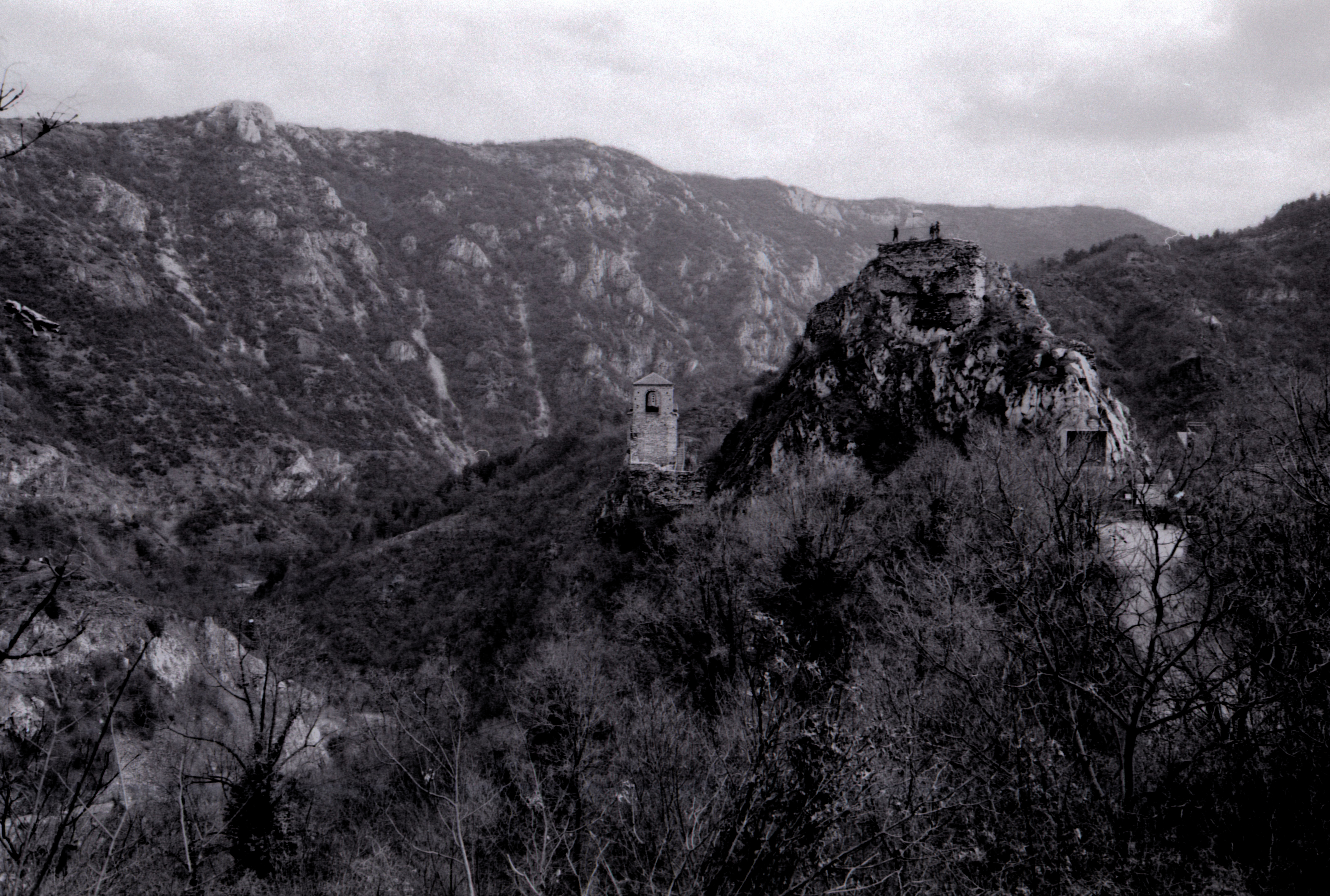
Pohled na pevnost od kaple sv. Mikuláše
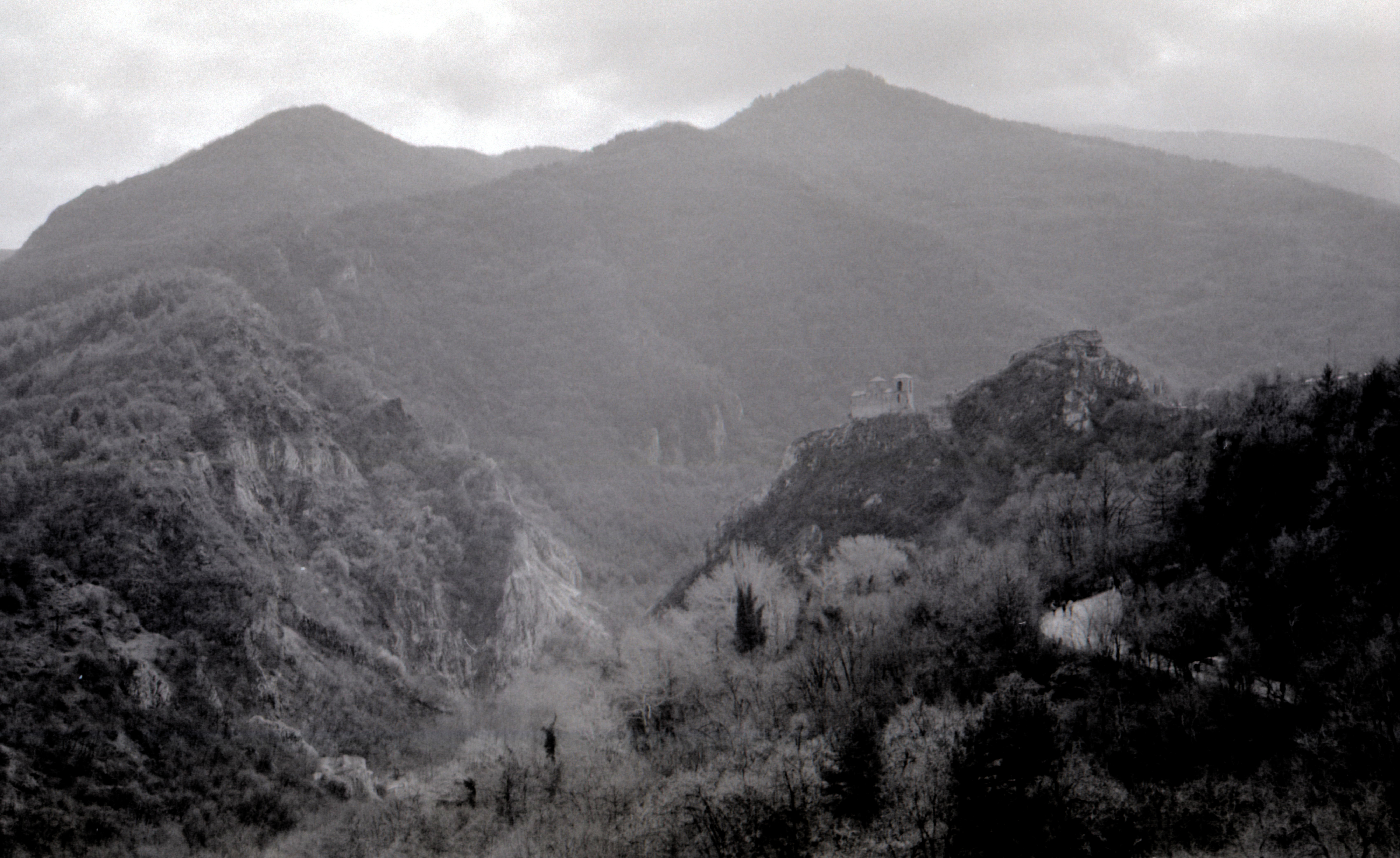
Pohled na pevnost od kaple sv. Eliáše
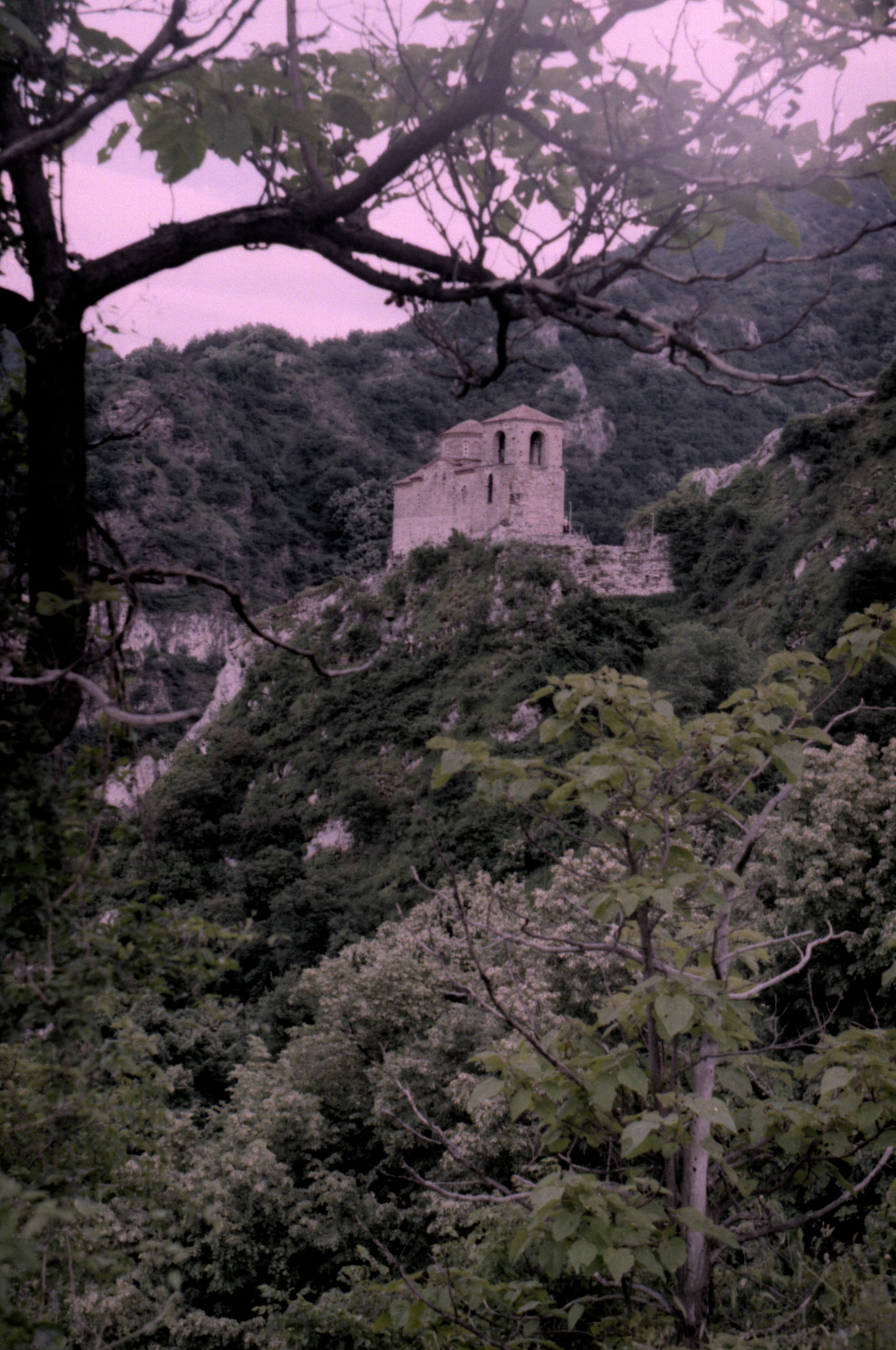
Pohled na pevnost ze staré římské cesty, která spojovala Thrákii s Egejským mořem